# Shoni Schimmel
Shoni Schimmel (Mission, 4 maggio 1992) è un'ex cestista statunitense, professionista nella WNBA.

## Carriera
È stata selezionata dalle Atlanta Dream al primo giro del Draft WNBA 2014 (8ª scelta assoluta).
Con gli Stati Uniti ha disputato le Universiadi di Kazan' 2013.